# Jogoyudan
Jogoyudan is een bestuurslaag in het regentschap Lumajang van de provincie Oost-Java, Indonesië. Jogoyudan telt 6171 inwoners (volkstelling 2010).